# روهلاند
روهلند (بالألمانية: Ruhland) هي مدينة و بلدة ألمانية تقع في ألمانيا في براندنبورغ. يقدر عدد سكانها بـ 4,125 نسمة .